# 南头乡
南头乡是中国陕西省渭南市潼关县下辖的一个乡。

## 行政区划
南头乡下辖以下行政区：
南头村、坡头村、东马村、东里村、上北头村、下北头村、万家岭村、留果村、下汾井村、上汾井村